# Targassonne
Targassonne (în catalană Targasona) este o comună în departamentul Pyrénées-Orientales din sudul Franței. În 2009 avea o populație de 201 de locuitori.

## Evoluția populației
| An        | 1975 | 1982 | 1990 | 1999 | 2006 | 2009 |
| --------- | ---- | ---- | ---- | ---- | ---- | ---- |
| Populație | 65   | 93   | 133  | 203  | 198  | 201  |